# Symbrenthia batunensis
Symbrenthia batunensis är en fjärilsart som beskrevs av Hans Fruhstorfer 1912. Symbrenthia batunensis ingår i släktet Symbrenthia och familjen praktfjärilar. Inga underarter finns listade i Catalogue of Life.